# Pável Rótmistrov
Pável Alekséievich Rótmistrov (en ruso: Па́вел Алексе́евич Ро́тмистров; Skovorovo, Imperio ruso, 23 de juniojul./ 6 de julio de 1901greg. - Moscú, Unión Soviética, 6 de abril de 1980) fue un destacado líder militar soviético, comandante de tropas blindadas del Ejército Rojo durante la Segunda Guerra Mundial. Después de la guerra alcanzó el rango de mariscal jefe de las Fuerzas Blindadas (28 de abril de 1962), fue galardonado con el título honorífico de Héroe de la Unión Soviética (1965), Doctor en Ciencias Militares (1956), Catedrático (1958). Ciudadano de Honor de la ciudad de Kalinin (actual Tver) y del pueblo de Selizharovo.

## Biografía

### Infancia y juventud
Pável Rótmistrov nació en la pequeña localidad rural de Skovorovo en la gobernación de Tver en lo que en esa época era el Imperio ruso, en la familia de un herrero rural, en el que, además de Pável, había ocho hermanos y hermanas más. Se graduó en una escuela rural de cuatro años. En 1916 se graduó en la Escuela Primaria Superior de Selizharovsk, después de lo cual trabajó en el ferrocarril en Peno. En 1917 se trasladó a Samara, donde trabajó como cargador.
En abril de 1919, Rótmistrov fue reclutado en las filas del Ejército Rojo y enrolado en el Regimiento de Trabajadores de Samara. En el mismo año se incorporó a las filas del PCR (b).
Durante la Guerra Civil, combatió contra las tropas del almirante Aleksandr Vasílievich Kolchak, también participó en la liquidación del levantamiento de Melekess (1919) y en la guerra soviético-polaca (1920). Luchó cerca de Bugulmá como parte del Regimiento de Trabajadores de Samara, y luego en el 42.º batallón de etapa del 16.º Ejército del Frente Occidental. Posteriormente, fue enviado a estudiar en los cursos de ingeniería soviéticos en Samara.
En 1921 participó en la represión del levantamiento de Kronstadt. Rótmistrov fue uno de los primeros en irrumpir en la fortaleza. Fue herido en batalla, por su valentía, durante los combates recibió la Orden de la Bandera Roja.
En 1924 se graduó de la Escuela Mixta Militar del Comité Ejecutivo Central de toda Rusia, después de lo cual se desempeñó como comandante de pelotón de la escuela de regimiento, comandante de pelotón del 31.º Regimiento de Infantería, comandante de compañía asistente, comandante de compañía y comandante de batallón adjunto en el Distrito Militar de Leningrado
En 1928, con 27 años cumplidos, ingresó en la Academia Militar Frunze. Después de graduarse, Rótmistrov fue nombrado jefe de la primera sección del cuartel general de la 36.ª División de Infantería Trans-Baikal, estacionada en la localidad siberiana de Chitá.
En marzo de 1936, fue nombrado jefe de la primera sección del personal del Ejército del Lejano Oriente de la Bandera Roja Independiente, y en junio de 1937, fue nombrado comandante del 63.º Regimiento de Fusileros de la División de Fusileros de Primorsk. De 1937 a 1940 fue instructor en la Academia Militar Superior de Moscú.
A principios de 1940, participó en la guerra soviético-finlandesa para ganar experiencia de combate en el uso operacional de tanques. Fue enviado oficialmente al frente como comandante del grupo de reserva del Frente Noroeste, pero a petición suya combatió como comandante de un batallón de tanques de la 35.ª Brigada de Tanques Ligeros del 7.º Ejército. Participó en batallas durante el avance contra la Línea Mannerheim, así como cerca de Víborg. Pronto Rótmistrov fue nombrado Jefe del Estado Mayor de esa brigada. Por su valentía y destreza, durante los combates, recibió la Orden de la Estrella Roja.
En diciembre de 1940, el teniente coronel Rótmistrov fue nombrado subcomandante de la 5.ª División de Tanques (3.º Cuerpo Mecanizado, Distrito Militar Especial del Báltico), que estaba estacionada en Alytus, República Socialista Soviética de Lituania. En mayo de 1941 fue nombrado jefe de Estado Mayor del 3.er Cuerpo Mecanizado.

## Segunda Guerra Mundial

### 1941
Con la invasión alemana de la Unión Soviética, Rótmistrov participó en los primeros combates contra las vanguardias alemanas. En el quinto día de guerra, los alemanes rodearon el cuartel general del 3.er Cuerpo Mecanizado y el cuartel general de la 2.ª División de Tanques que formaba parte del cuerpo (véase Batalla de Raseiniai). Durante más de dos meses, Rótmistrov con un grupo de soldados y oficiales escaparon del cerco a través del territorio ocupado de Lituania, Bielorrusia y la región de Briansk.
El 14 de septiembre, el coronel Rótmistrov fue nombrado comandante de la 8.ª Brigada de Tanques del 11.º Ejército al mando del teniente general Vasili Morozov, del Frente del Noroeste, al mando del teniente general Nikolai Vatutin. La brigada fue creada apresuradamente por orden del Cuartel General de los trabajadores de la fábrica Kirov en la ciudad de Leningrado. En octubre, la brigada compuesta por un regimiento de tanques y un batallón de fusileros motorizados hizo una marcha de 250 kilómetros desde Valdái a Dumanovo en un día y el 14 de octubre se acercó a la aldea de Kalikino cerca de Kalinin (hoy Tver) a orillas del río Volga. Concentrándose en la carretera Leningrado - Moscú en el tramo Mednoe - Kalinin junto con otras formaciones del Frente del Noroeste del teniente general Nikolái Vatutin, la 8.ª Brigada de Tanques durante la operación defensiva de Kalinin (véase Operación Tifón) luchó durante varios días contra las unidades alemanas, que ocupaban la ciudad de Kalinin e intentó alcanzar la retaguardia de las tropas a través de Mednoe - Torzhok del Frente del Noroeste.
El 16 de octubre, el ejército alemán asestó un fuerte golpe desde el área de la estación de tren de Doroshikha a Nikolo-Malitsa, durante el cual se rompió la defensa del 934.º regimiento de fusileros, y al final del día los alemanes habían llegado al área de Mednoye. La brigada bajo el mando de Rótmistrov recibió la orden de avanzar a Polustov, ubicada a ocho kilómetros al noroeste de Medny, e impedir un mayor avance alemán en dirección a Torzhok. Al realizar esta tarea, después de destruir parte de los tanques y vehículos alemanes en su avance hacia Maryino, en los arrabales de Moscú, y capturar el cruce del río Logovezh, Rótmistrov decidió retirar la brigada a la región de Lijoslavl contraviniendo las órdenes directas de Vatutin.

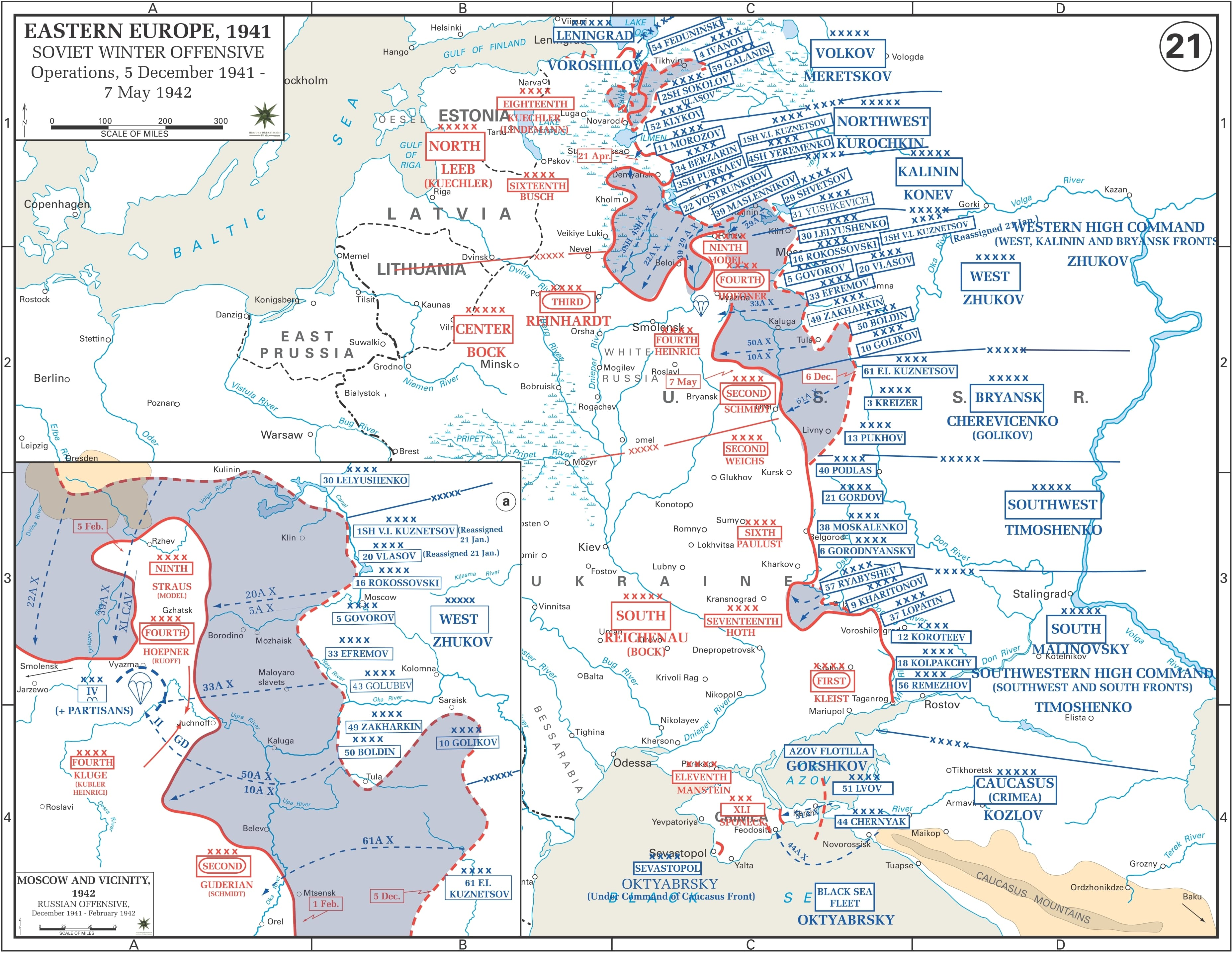
Contraofensiva de invierno soviética, 5 de diciembre de 1941-7 de mayo de 1942

Posteriormente, como parte del Frente de Kalinin, al mando del coronel general Iván Kónev, la 8.ª Brigada de Tanques participó en la contraofensiva invernal de las tropas soviéticas cerca de Moscú (véase Batalla de Moscú), distinguiéndose especialmente en la liberación de la ciudad de Klin a 85 km al noroeste de Moscú.

### 1942
El 11 de enero de 1942, la 8.ª Brigada de Tanques se transformó en la 3.ª Brigada de Tanques de la Guardia por el heroísmo masivo del personal, y su comandante, el coronel Rótmistrov, recibió la Orden de Lenin el 5 de mayo.
El 17 de abril, el coronel Rótmistrov fue nombrado comandante del 7.º Cuerpo de Tanques, que se estaba formando en el área de Kalinin sobre la base de la 3.ª Brigada de Tanques de la Guardia. A finales de junio, debido al avance del enemigo en el área de Ostrogozhsk y la amenaza de la captura de Vorónezh por los alemanes, el cuerpo fue rápidamente reasignado al área de Yelets e incluido en el 5.º Ejército de Tanques bajo el mando del mayor general Aleksandr Liziukov.
Se ordenó al ejército que lanzara un contraataque al grupo de tanques alemanes que avanzaba sobre Vorónezh. Mientras avanzaba hacia el área de Yelets, el 7.º Cuerpo de Tanques atacó a la 11.ª División Panzer alemana, que pronto derrotó. Sin embargo, debido a una deficiente y apresurada organización, el contraataque del ejército no logró los objetivos inicialmente propuestos. Debido a que los tres cuerpos de tanques, bien equipados, que intervinieron en la batalla, fueron enviados a la batalla a intervalos de dos días, lo que no permitió crear un punto de inflexión decisivo en la situación de combate (véase Batalla de Vorónezh).

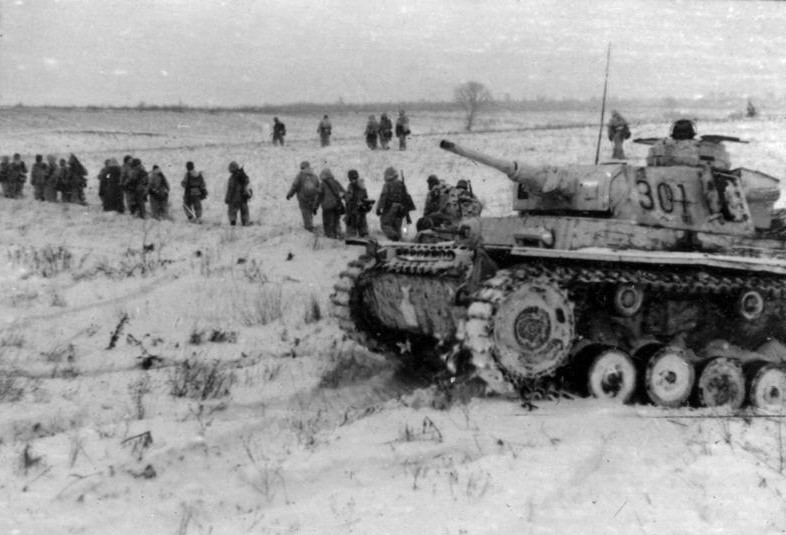
Tropas de los Panzergranaderos el 22 de diciembre de 1942, durante la Operación Wintergewitter

El 21 de julio, el coronel Rótmistrov recibió el rango de mayor general de blindados. El 25 de agosto, el 7.º Cuerpo de Tanques fue incluido en el ejército de tanques del Frente de Stalingrado. En septiembre, el cuerpo recibió una orden, junto con el 1.er° Ejército de la Guardia del teniente general Vasili Kuznetsov, debía atacar al enemigo y abrirse paso hacia Stalingrado, pero el ataque no preparado adecuadamente terminó sin éxito: en tres días de combate de 180 tanques que tenía el cuerpo al momento de entrar en combate, quince permanecían en servicio después de la batalla. Debido a las grandes pérdidas en combate el 7.º Cuerpo de Tanques fue retirado del frente y enviado a la reserva, para su reconstrucción.
Tras el cerco del 6.º Ejército alemán bajo el mando del mariscal Friedrich Paulus en Stalingrado durante la Operación Urano, los restos del 4.º Ejército Panzer, al mando del general Hermann Hoth, que no habían quedado cercados en la bolsa de Stalingrado, lanzaron un contraataque desde la región de Kotelnikovsky el 12 de diciembre para liberar al cercado 6.º Ejército alemán (véase Operación Wintergewitter). El 2° Ejército de la Guardia bajo el mando del teniente general Rodión Malinovski, fue enviado en ayuda de las tropas soviéticas defensoras, que incluían al 7° Cuerpo de Tanques bajo el mando de Rótmistrov. del 12 al 30 de diciembre, el cuerpo participó en la destrucción de las unidades alemanas situadas en la región de Kotelnikovskaya. Las duras batallas por la captura de la estación de tren de Kotelnikovo y el pueblo de Kotelnikovsky duraron dos días, durante los cuales el cuerpo capturó el pueblo y la estación. El 28 de diciembre, la 87.ª Brigada de Tanques y la 7.ª Brigada de fusileros motorizados, que formaban parte del cuerpo, capturaron un aeródromo alemán ubicado a un kilómetro de la aldea.
El 29 de diciembre, por el coraje y perseverancia mostrados por el personal del cuerpo en estas batallas, el 7.º Cuerpo de tanques se reorganizó en el 3.er Cuerpo de Tanques de la Guardia y recibió el nombre honorífico de «Kotelnikovsky».

### 1943

Unidades alemanas y soviéticas en torno a Projorovka la noche del 11 de julio.

En enero de 1943, el 3.er Cuerpo de Tanques de la Guardia, junto con el 2.do Ejército de la Guardia, participó en la derrota de un grupo de fuerzas alemanas del reconstituido Frente del Don bajo el mando del mariscal de campo Erich von Manstein, formado por los restos de la unidades alemanas y rumanas que no había sido cercadas en Stalingrado que estaba tratando de auxiliar a las tropas alemanas cercadas en Stalingrado. así como en la liberación de la ciudad de Rostov del Don.
El 9 de enero de 1943, recibió la Orden de Suvórov de 2.do grado (N.º 3). El 22 de febrero, se le otorgó el rango militar de teniente general de blindados y el mismo día fue nombrado comandante del 5.º Ejército de Tanques de la Guardia.
Dirigió al Ejército de tanques de la Guardia durante la Batalla de Kursk, el 5.º Ejército de Tanques de la Guardia participó en la defensa como parte del Frente de la Estepa al mando del Mariscal Iván Kónev, desplegado al este del saliente como reserva general. Después del 10 de julio, el II Cuerpo Panzer SS al mando del general de las SS Paul Hausser, avanzando desde la cara sur del saliente, superó con éxito las distintas líneas defensivas del Ejército Rojo creando un saliente que separaba al 1.er Ejército de Tanques de Mijaíl Katukov y al 69.º Ejército de Vasili Kryuchenkin soviéticos, y avanzó lentamente hacia la pequeña ciudad de Projorovka, para detener el inprevisto avance de las tropas SS, el Stavka ordenó a Kónev, que el 5.º Ejército de Tanques de la Guardia de Pável Rótmistrov y el 5.º Ejército de Guardias (Alekséi Zhádov) fueran transferidos al Frente de Vorónezh bajo el mando del mariscal Nikolái Vatutin, (véase Batalla de Prójorovka).
En una carrera contra el tiempo, las fuerzas de reserva soviéticas llegaron al pequeño empalme ferroviario de Projorovka en la noche del 11 de julio de 1943. Se planificó que las fuerzas soviéticas aislarían a los cuerpos alemanes y los destruirían, mientras que el 5.º Ejército de Tanques de la Guardia arremetería de frente al Cuerpo Panzer SS de Hausser. Los tanques de Rótmistrov deberían avanzar rápidamente, ya que no contaban con muchos cañones de artillería para apoyarlos, además, el blindaje de los tanques soviéticos era inferior.
Alrededor de las 08:00h de la mañana del 12 de julio, comenzó un bombardeo de artillería soviético. A las 08:30h, Rótmistrov comunicó por radio a sus tanques: "¡Acero, acero, acero!", La orden de iniciar el ataque. Abajo de las laderas occidentales, antes de Projorovka, cargó los tanques de cinco brigadas de tanques del 18.º y 29.º Cuerpo de Tanques soviéticos del 5.º Ejército de Tanques de la Guardia. Los tanques soviéticos avanzaron por el pasillo, llevando soldados de infantería de la 9.ª División Aerotransportada de la Guardia montados en los tanques. Hacia el norte y el este, la 3.ª División SS Totenkopf,  fue contraatacada por el 33.º Cuerpo de Fusileros de la Guardia soviético. Encargado de flanquear las defensas soviéticas alrededor de Projorovka, la unidad alemana primero tuvo que vencer una serie de ataques antes de poder pasar a la ofensiva. La mayoría de las pérdidas de tanques de la división ocurrieron a última hora de la tarde mientras avanzaban a través de campos minados contra cañones antitanques soviéticos bien escondidos.

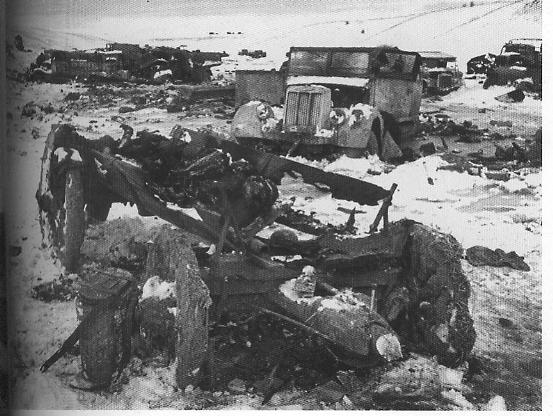
Vehículos alemanes destruidos en el intento de fuga de la Bolsa de Cherkassy

Aunque la 3.ª División SS Totenkopf, logró llegar a la carretera Karteschevka - Projorovka, su control era tenue y costó a la división la mitad de su blindados. La mayoría de las pérdidas de tanques alemanes sufridas en Projorovka ocurrieron aquí. Hacia el sur, el 18.º y 29.º Cuerpo de Tanques soviéticos habían sido rechazados por la 1.ª División SS Leibstandarte SS Adolf Hitler. La 2.ª División SS Das Reich, también repelió los ataques del 2.º Cuerpo de Tanques y del 2.do Cuerpo de Tanques de la Guardia. La superioridad aérea local de la Luftwaffe sobre el campo de batalla también contribuyó a las grandes pérdidas soviéticas, en parte debido a que el VVS se dirigió contra las unidades alemanas en los flancos del II Cuerpo Panzer SS. Al final del día, los soviéticos habían vuelto a sus posiciones iniciales.
Ni el 5.º Ejército de Tanques de la Guardia ni el II Cuerpo Panzer SS lograron sus objetivos. Aunque el contraataque soviético fracasó con grandes pérdidas, obligándolos a pasar a la defensiva, fueron capaces de detener el avance alemán.
En septiembre, el 5.º Ejército de Tanques de la Guardia "restaurado" nuevamente bajo el mando del teniente general Rótmistrov participó en la Batalla del Dniéper, en las operaciones de Pyatikhat y Znamenskaya, así como en la liberación de las ciudades de Pyatikhatka, Krivói Rog y Kropyvnytsky. El 20 de octubre, recibió el rango de coronel general de las fuerzas de tanques.

### 1944

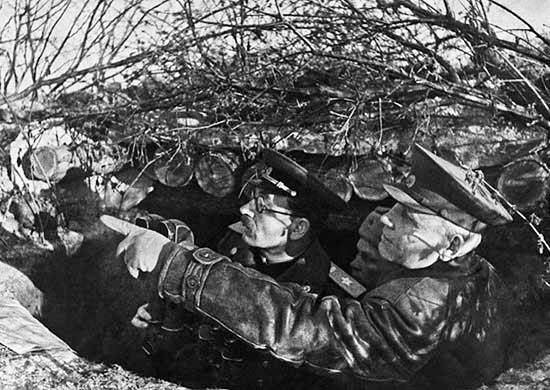
El mariscal Iván Konev (derecha) y Rótmistrov en el puesto de observación del 5.º Ejército de Tanques de la Guardia durante la ofensiva Korsun-Shevchenko en el invierno de 1944

Entre diciembre de 1943 y abril de 1944, participó en la Ofensiva del Dniéper-Cárpatos, durante dicha operación tuvo una importante participación en la operación de Kirovograd, así como en la operación de Korsun-Shevchenkovo, durante la cual el 24 de enero, después de un bombardeo masivo, el 4.º Ejército de la Guardia y el 53 ° Ejército del 2.º Frente Ucraniano (Iván Kónev)  atacaron al sur del saliente de Korsun, y se unieron al siguiente día con el 5.º Ejército de Tanques de la Guardia (Pável Rótmistrov). Se abrieron paso y rechazaron fácilmente los débiles contraataques alemanes. El 26 de enero, el 1.º Frente Ucraniano (Nikolái Vatutin) envió el 6.º Ejército de Tanques de la Guardia desde el norte, que se encontró con las fuerzas soviéticas que avanzaban desde el sur el 28 de enero, cercando a unos 60.000 alemanes del XI y XXXXII Cuerpo de Ejército del 8.º Ejército alemán (general Otto Wöheler) en una bolsa de 3.100 km² cerca de la ciudad de Cherkassy. (véase Batalla de Korsun-Cherkassy).

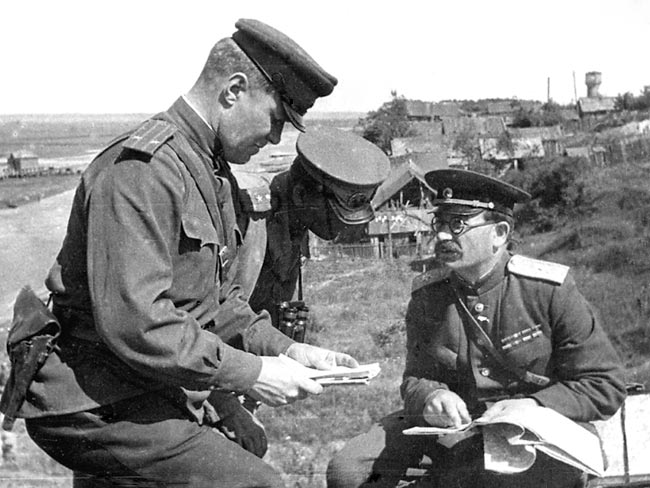
General Rótmistrov (derecha) y sus ayudantes durante la Operación Bagratión, en el verano de 1944

Durante siete días, el ejército de Rótmistrov rechazó los contraataques alemanes en el anillo exterior del cerco, evitando que las tropas alemanas de relevo se abrieran paso hacia las tropas rodeadas. El 17 de febrero, los soldados alemanes que no habían sido capaces de huir a través de las líneas soviéticas fueron completamente eliminados o apresados.
El 21 de febrero, fue ascendido a Mariscal de las Fuerzas Blindadas.
En el verano de 1944, el 5.º Ejército de Tanques de la Guardia, tuvo un papel destacado en la Operación Bagration. Cuando comenzó el éxito en la zona de acción del 5.º Ejército, el Mariscal de las Fuerzas Blindadas Rótmistrov llevó a su ejército a un gran avance para desarrollar el éxito en la dirección Bogushevsky. Al día siguiente, 26 de junio, el ejército entró en la carretera de Minsk, 50 kilómetros al oeste de Orsha. Al final del mismo día, se liberó el centro regional de Talachin.
El 5 de julio, el 5.º Ejército de Tanques de la Guardia de Rótmistrov se unió al avance sobre Vilna. Para el 8 de julio, el 5.º Ejército de Tanques de la Guardia junto con el 11.º Ejército de la Guardia habían cercado Vilna y comenzado una sangrienta lucha para destruir la guarnición alemana, resistencia que se prolongó hasta el 13 de julio cuando los tanques de Rótmistrov tomaron finalmente la ciudad. Ese mismo día unidades soviéticas alcanzaron el río Niemen.
A finales de julio de 1944, el avance soviético comenzó a ralentizarse debido principalmente a la gran cantidad de pérdidas de tanques sufridas en las unidades blindadas. Las pérdidas fueron especialmente elevadas en el 5.º Ejército de Tanques de la Guardia. Rótmistrov fue relevado del mando, de forma ostensible por incurrir en tan grandes pérdidas, y sustituido por el teniente general de blindados Vasili Volski.
En agosto, fue nombrado subcomandante de las tropas blindadas y mecanizadas del Ejército Rojo y no volvió a tener un mando de unidad activo hasta después de la guerra.

## Posguerra
Después de la Segunda Guerra Mundial, comandó las fuerzas mecanizadas del Grupo de Fuerzas Soviéticas en Alemania, y luego ocupó la misma posición en el Lejano Oriente. En 1948 fue nombrado Jefe adjunto del Departamento de la Academia Militar del Estado Mayor Voroshilov.
En 1953, el propio Rótmistrov se graduó de la Academia Militar del Estado Mayor Voroshilov, después de lo cual se convirtió en el jefe del departamento, llevó a cabo un trabajo científico militar y pedagógico militar. fue Doctor en Ciencias Militares (1956), Catedrático (1958). Entre 1958 y 1964 fue director de la Academia Militar de las Fuerzas Armadas. El 28 de abril de 1962, Rótmistrov recibió el rango militar de Mariscal en Jefe de las Fuerzas Blindadas, convirtiéndose en el primer militar que recibía tal rango.
Por decreto del Presídium del Sóviet Supremo de la Unión Soviética del 7 de mayo de 1965 «por el hábil liderazgo de las tropas, el coraje, la valentía y el heroísmo demostrados en la lucha contra los invasores fascistas alemanes, y para conmemorar el vigésimo aniversario de la victoria del pueblo soviético en la Gran Guerra Patria de 1941-1945». El Mariscal Jefe de las Fuerzas Blindadas Pável Rótmistrov, recibió el título de Héroe de la Unión Soviética con la Orden de Lenin y la medalla de la Estrella de Oro (N.º 10.688).
A partir de 1964 fue asistente del ministro de Defensa de la URSS para instituciones de educación militar superior. En 1968, fue nombrado inspector general del Grupo de Inspectores Generales del Ministerio de Defensa de la URSS, un puesto meramente honorario.
Murió en Moscú el 6 de abril de 1982 y fue enterrado en el Cementerio Novodévichi (sección 4) de la  capital moscovita.

## Promociones
- Teniente coronel (1940)
- Mayor general de Blindados (21 de julio de 1942)
- Teniente general de Blindados (29 de diciembre de 1942)
- Coronel general de Blindados (20 de octubre de 1943)
- Mariscal de Blindados (21 de febrero de 1944)
- Mariscal en Jefe de Blindados (28 de abril de 1962)[7]

## Ensayos y artículos
Pável Alekséievich Rótmistrov es autor de varios libros y artículos sobre su experiencia en la Segunda Guerra Mundial
- Rotmistrov P. A. Batalla de tanques en Prokhorovka. - Moscú: Military Publishing, 1960 .-- 108 p. - (El pasado heroico de nuestra Patria).
- Rotmistrov P.A. Tiempo y tanques. - Moscú: Military Publishing, 1972.- 336 p. - (Memorias militares). - 30.000 copias
- Rotmistrov P.A. Tanques en la guerra. - M.: DOSAAF, 1975 .-- 96 p. - (Juventud - sobre las Fuerzas Armadas).
- Rotmistrov P.A. Guardia de acero - Moscú: Military Publishing, 1984 .-- 272 p. - (Memorias militares). - 100.000 copias
- Rotmistrov P.A. Terrible armadura. // Batalla de Stalingrado. 4.ª edición. - Volgogrado: editorial de libros Nizhne-Volzhsky, 1973.

### Artículos
- П. Ротмистров. Танки в ядерной войне // журнал "Наука и жизнь", n.º 4, 1968. стр.20-21
- Rotmistrov P.A. En la batalla de Projorovka y Korsun-Shevchenkovsky. // Revista de historia militar. - 1978. - n.º 2. - P.78-84.

## Condecoraciones
Pável Alekséievich Rótmistrov recibió las siguientes condecoraciones soviéticasː
- Héroe de la Unión Soviética (1965)
- Orden de Lenin, seis veces
- Orden de la Revolución de Octubre
- Orden de la Bandera Roja, cuatro veces
- Orden de la Estrella Roja (1940)
- Orden de Suvórov de 1.er (1944) y 2.do grado (1943)
- Orden de Kutúzov de 1.er grado (1943)
- Orden del Servicio a la Patria en las Fuerzas Armadas (1975)
- Medalla Conmemorativa por el Centenario del Natalicio de Lenin "Al valor militar"
- Medalla por la Defensa de Moscú
- Medalla por la Defensa de Stalingrado
- Medalla por la Victoria sobre Alemania en la Gran Guerra Patria 1941-1945
- Medalla Conmemorativa del 20.º Aniversario de la Victoria en la Gran Guerra Patria de 1941-1945
- Medalla Conmemorativa del 30.º Aniversario de la Victoria en la Gran Guerra Patria de 1941-1945
- Medalla del 20.º Aniversario del Ejército Rojo de Obreros y Campesinos
- Medalla del 30.º Aniversario de las Fuerzas Armadas de la URSS
- Medalla del 40.º Aniversario de las Fuerzas Armadas de la URSS
- Medalla del 50.º Aniversario de las Fuerzas Armadas de la URSS
- Medalla del 60.º Aniversario de las Fuerzas Armadas de la URSS
- Medalla Conmemorativa del 800.º Aniversario de Moscú

También recibió las siguientes condecoraciones de la República Popular de Polonia
- Orden Virtuti Militari
- Medalla por el Oder, Neisse y el Báltico
- Medalla por Varsovia 1939-1945
- Medalla de la Victoria y la Libertad 1945